# Gloeilamp

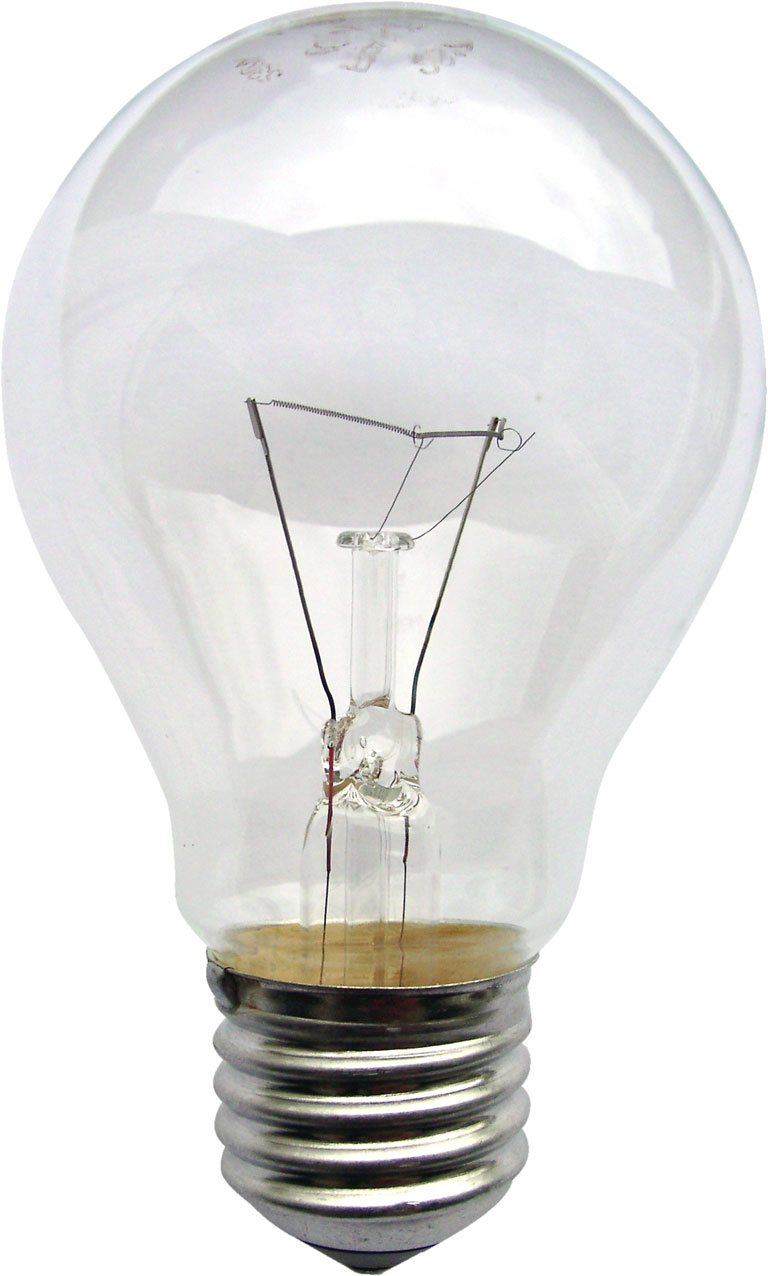
De klassieke gloeilamp

Een gloeilamp is een lichtbron waarbij in een zuurstofarme glazen bol een gloeidraad door een elektrische stroom van een spanningsbron wordt verhit zodat deze licht gaat uitstralen. De gloeidraad bestaat uit het overgangsmetaal wolfraam dat een zeer hoge smelttemperatuur kent.
De gloeilamp is lange tijd de gebruikelijke lichtbron geweest, maar mag sinds 2013 niet langer in de Europese Unie worden ingevoerd of geproduceerd voor huis-tuin-en-keuken-verlichtingsdoeleinden, wegens het geringe rendement vergeleken met moderne lichtbronnen zoals de ledlamp.

## Techniek

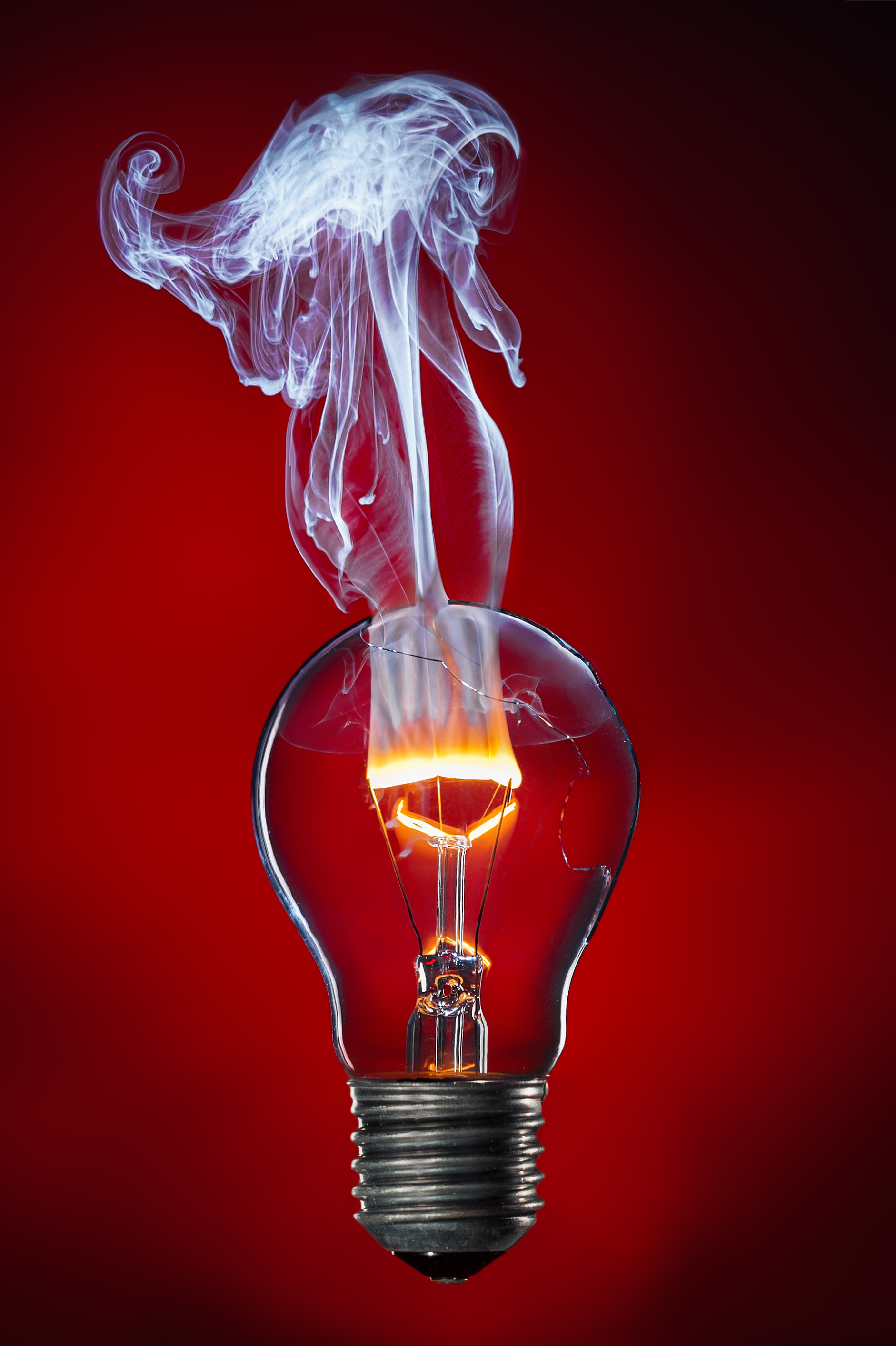
Een gloeidraad die blootgesteld is aan de buitenlucht brandt direct door.

De elektrische weerstand van de gloeidraad is afhankelijk van de dikte, de lengte en het soort materiaal. Deze weerstand wordt zodanig gekozen dat bij de aanbevolen brandspanning de beste verhouding wordt bereikt tussen lichtopbrengst en levensduur. De elektrische weerstand van de wolfraam gloeidraad is in koude toestand 15× lager dan in hete toestand. Het inschakelen van een gloeilamp gaat daarom gepaard met een kortstondige stroompiek, waardoor de gloeidraad een mechanische trilling te verduren krijgt door de magnetische inductie. Daarom eindigt het leven van veel gloeilampen juist op het moment van inschakelen.
De gloeidraad wordt tegen verbranden beschermd door een glazen ballon waarin geen of zeer weinig zuurstof aanwezig is. Als zuurstof uit de lucht door beschadiging van de ballon bij de gloeidraad kan komen, verbrandt deze binnen een seconde na het inschakelen. De eerste gloeilampen werden vacuüm gemaakt, maar in het begin van de twintigste eeuw ontdekte men dat lampen gevuld met argon een helderder licht geven en bovendien langer meegaan. Desondanks duurde het nog vele decennia voordat de argonlampen de vacuümlampen verdrongen hadden. In vergelijking met gasgevulde lampen hebben vacuümlampen een ballon van een grotere diameter en dikker glas. Het glas van een gasgevulde lamp heeft een dikte van enkele tienden van een millimeter.
Ook in een gloeilamp met onbeschadigde ballon verdampt het materiaal van de gloeidraad heel geleidelijk door de verhitting en slaat neer op de binnenkant van de glazen ballon, die daardoor donkerder wordt. Door de ballon te vullen met gas wordt dit proces verminderd. Aanwezigheid van sporen van waterdamp versnelt juist het proces.

## Geschiedenis en uitvinding

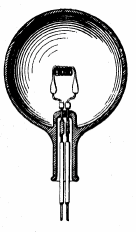
"U.S. Patent #223898"; tekening van Thomas Edison

De uitvinding van de gloeilamp is niet aan een iemand toe te schrijven maar is een proces van velen die bijdroegen aan de ontwikkeling van een praktisch middel om met elektriciteit licht te genereren. Thomas Edison is hiervan de bekendste van wie gezegd kan worden dat hij de gloeilamp geperfectioneerd en vooral gecommercialiseerd heeft. De reeds bestaande koolstofbooglamp was ondanks het helderwitte licht niet praktisch genoeg. In 1801 experimenteerde Humphry Davy al met een gloeiende platinadraad, die echter onmiddellijk verbrandde. Naast Edison worden ook de Rus Alexander Lodygin (1872) en vooral de Engelsman Joseph Swan (1878) genoemd als uitvinder van de gloeilamp.
Op 24 juli 1874 werd in Canada patent verleend aan Henry Woodward en Mathew Evans voor een lamp bestaande uit koolstof staven gemonteerd in een met stikstof gevulde glazen cilinder. Ze slaagden er echter niet in dit concept te commercialiseren en verkochten het patent in 1879 aan Thomas Edison.
De lichtopbrengst van de aanvankelijke kooldraadlampen was zo laag dat, met name Duitse, wetenschappers op zoek gingen naar betere gloeidraden. Zo gebruikte Carl Auer von Welsbach gloeidraden van osmium (1902), terwijl Otto Feuerlein en Werner von Bolton tantaal toepasten. Het was echter de Amerikaan William David Coolidge die in 1910 gloeidraden wist te maken van getrokken wolfraam, het metaal met het hoogste smeltpunt.
Een wijdverspreid verhaal is dat Heinrich Göbel uit Duitsland er reeds in 1854 in geslaagd zou zijn de eerste echt werkende gloeilamp te maken, bestaande uit een verkoolde bamboevezel in een vacuümgezogen eau-de-colognefles. Onderzoek uit 2007 wees echter uit dat dit verhaal meer dan waarschijnlijk een legende is.
De gloeilamp heeft niet alleen als zodanig zijn diensten bewezen, maar ze stond ook aan de wieg van andere belangrijke uitvindingen. Zo vloeide de ontdekking van de kunstvezel mede voort uit onderzoek naar kooldraadgloeilampen. Later zijn het gloeilampenfabrikanten geweest die het principe van de elektronenbuis ontdekten, waarmee de ontwikkeling van de elektronica een aanvang nam.

## Stralingstemperatuur vs. gloeidraadtemperatuur
Wolfraam heeft een smelttemperatuur van 3694 K, maar verliest zijn sterkte al bij 2170 K. Toch is de stralingstemperatuur (de schijnbare temperatuur) van halogeenlampen 3200 K. Dit verschil is te verklaren door de kleur die het wolfraam bij hoge temperaturen aanneemt, deze wordt blauwer naarmate wolfraam heter wordt. Hierdoor verschuift het lichtspectrum van de gloeidraad richting het blauw en levert dit een wittere kleur op. Het gevolg is een stralingstemperatuur die hoger is dan de werkelijke gloeidraadtemperatuur, namelijk: 3200 K vs. 2170 K.

## Rendement

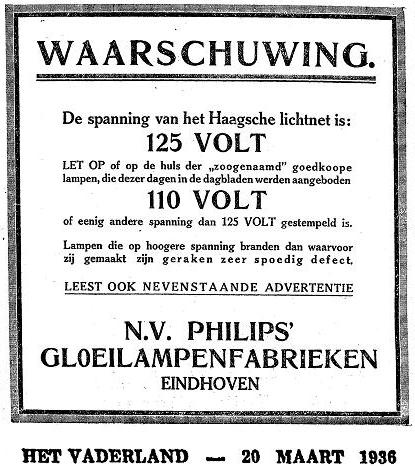
Een te hoge temperatuur bekort de levensduur van de gloeidraad

De gloeilamp staat ook bekend om zijn lage rendement. Het rendement is het bruikbare (zichtbare) licht dat de lamp produceert per hoeveelheid energie die je erin stopt. Het rendement van de gewone gloeilamp ligt tussen 5 en 10%, dat wil zeggen bij een 100W-lamp, wordt slechts 5 tot maximaal 10 watt omgezet in zichtbaar licht. De rest gaat verloren in de vorm van onzichtbare warmte, vooral stralingswarmte (infrarood 'licht'). Als een gloeilamp in een verwarmde ruimte hangt is deze warmte echter niet zinloos. Bij een gloeilamp hangt het rendement direct samen met de temperatuur van de gloeidraad: als die hoger is verschuift het hele spectrum naar boven: het licht wordt witter; er wordt relatief minder infrarood uitgestraald en meer zichtbaar licht. Echter: een hogere temperatuur bekort de levensduur van de gloeidraad, dus van de lamp, en dat is natuurlijk ook onvoordelig. Voor een normale gloeilamp wordt als beste compromis een stralingstemperatuur van circa 2500 graden Celsius (2800 kelvin) aangehouden, wat een levensduur geeft van circa 1000 uur. Deze levensduur is vastgesteld door het Phoebus-kartel om economische redenen; een gloeilamp kon in 1924 al 2500 uur meegaan en die levensduur had nog verder kunnen worden opgerekt. In de brandweerkazerne in het Californische Livermore brandt een lamp continu reeds vanaf 1901 en wordt aangeduid als Centennial Light.
Bij een laagspanningshalogeenlamp wordt een stralingstemperatuur van circa 2900 °C (3200 K) aangehouden. Dat betekent een veel hoger rendement: circa 15 à 20%. De nieuwste lampen met HIR-technologie komen op circa 30%. Ter vergelijking: het rendement van een spaarlamp is circa 40%, van een tl-buis 65%, en van een ledlamp circa 80%. Dus: het elektriciteitsverbruik daalt als een klassieke gloeilamp vervangen wordt door een halogeenlamp, tl-buis, spaarlamp of ledlamp die dezelfde hoeveelheid licht geeft.

## Uitfasering gloeilamp in de EU
Op 17 februari 2009 werd door de Europese Unie een akkoord bereikt op het verbod om gloeilampen in omloop te brengen. Dit houdt in dat de standaard gloeilamp zoals in dit artikel beschreven na 2012 niet langer mocht worden ingevoerd of geproduceerd voor huis-tuin-en-keuken-verlichtingsdoeleinden. Doordat winkeliers wel hun voorraden mochten verkopen hebben zij zeer grote voorraden aangelegd waardoor gloeilampen zelfs jaren later nog verkrijgbaar waren.
Uiteraard zullen er altijd speciale toepassingen zijn waarbij de opgewekte warmte (die nu als verlies gezien wordt) juist noodzakelijk is. Denk hierbij aan toepassing in terraria of in lavalampen.
De invoer en productie van de meeste typen halogeenverlichting bleef tot 2016 toegestaan. Daarna zal het standaard consumptief gebruik ontmoedigd worden door de oplegging van verhoogde accijnzen. De halogeenlamp zal echter niet eerder volledig uitgebannen kunnen worden dan dat er een alternatief wordt gevonden met een vergelijkbaar goede kleurweergave-index. Gloeilicht geeft als enige verlichtingsvorm een continu spectrum dat noodzakelijk is bij alles dat kleurecht uitgelicht moet worden, zoals bij fotografie en film, etalages, musea, ateliers, modeshows, et cetera. Ook mensen met bepaalde oogaandoeningen (veelal bij lichtschuwheid) gebruiken gloeilampen of halogeenlampen thuis. Zij kunnen niet tegen het licht dat andere lampen zoals led- en spaarlampen uitstralen. Ze krijgen er hoofdpijn door en hun zicht verslechtert tijdelijk.
Toch zullen de maatregelen een belangrijk milieutechnisch verschil gaan uitmaken. Berekend werd dat de CO2-uitstoot met 15 miljoen ton per jaar zal verminderen. Het bespaart Europa uiteindelijk meer dan 40 miljard kilowattuur per jaar aan energie. Dat is vergelijkbaar met het totale elektriciteitsverbruik van 10 miljoen huishoudens.

## Halogeenlamp
Een gloeilamp met een veel hoger rendement dan de klassieke gloeilamp is de halogeenlamp. Bij deze wordt de verdamping van de gloeidraad tegengegaan door de ballon te vullen met een inert gas onder hoge druk. Om die druk te kunnen weerstaan heeft de lamp een veel kleinere ballon. Daardoor wordt het glas veel heter (ca. 250 graden) en er wordt dan ook een speciaal hittebestendig glas voor gebruikt. Zonder andere maatregelen zou de kleine lampballon veel eerder zwart worden door neerslag van verdampte gloeidraadatomen. Daartegen wordt in de lamp een kleine hoeveelheid halogeen (bijvoorbeeld jodium) aangebracht, dat door de hitte gasvormig wordt. Het halogeen gaat in de koudere gedeelten van de lamp een verbinding aan met het verdampte materiaal van de gloeidraad. Deze gasvormige verbinding ontleedt zich weer in halogeen en metaal wanneer zij dicht bij de zeer hete gloeidraad komt; het metaal slaat weer neer op de gloeidraad, waardoor de levensduur daarvan wordt verlengd. Tezamen geven het inerte gas en het halogeengas zoveel verlenging van levensduur, dat de lamp gewoonlijk op een hogere werktemperatuur gebruikt wordt. Daardoor is het licht iets witter dan van een normale gloeilamp, maar belangrijker is dat het rendement daardoor aanmerkelijk hoger ligt.
De laagspanningshalogeenlamp combineert bovenstaande voordelen met een derde principe: werkend op een lagere spanning (gewoonlijk 12 V) is de gloeidraad (bij gelijkblijvend vermogen) veel dikker dan die van een lamp van 230 V. Vanzelfsprekend gaat hij daardoor langer mee. De laagspanningshalogeenlamp wordt dan ook op een nog hogere werktemperatuur gebruikt; het licht is nog iets witter en het rendement nog iets beter. Een belangrijk voordeel van dit type lamp is dat hij zo klein is; het licht is gemakkelijk te bundelen. Typen met een ingebouwde (efficiënte) reflector zijn volop te koop. Ze zijn goed geschikt als leeslamp of accentverlichting.

#### HIR
| Lichtstroom | Vergelijking elektrisch vermogen | Vergelijking elektrisch vermogen | Vergelijking elektrisch vermogen | Vergelijking elektrisch vermogen |
| Lichtstroom | ledlamp                          | spaarlamp                        | gloeilamp                        | halogeenlamp                     |
| 50 lm       | 1 W                              |                                  | 7 W                              |                                  |
| 100 lm      | 1,2 W                            |                                  | 15 W                             |                                  |
| 150 lm      |                                  |                                  |                                  | 18 W                             |
| 200 lm      | 2 W                              | 5 W                              | 25 W                             |                                  |
| 300 lm      | 3 W                              |                                  |                                  | 28 W                             |
| 400 lm      | 4 W                              | 8 W                              | 40 W                             |                                  |
| 500 lm      | 5,5 W                            |                                  |                                  |                                  |
| 600 lm      | 6 W                              | 11 W                             |                                  | 42 W                             |
| 700 lm      |                                  | 13 W                             | 60 W                             |                                  |
| 800 lm      |                                  | 15 W                             |                                  |                                  |
| 850 lm      |                                  |                                  |                                  | 52 W                             |
| 900 lm      | 8 W                              | 16 W                             | 75 W                             |                                  |
| 1000 lm     | 11 W                             |                                  |                                  |                                  |
| 1100 lm     |                                  | 18 W                             |                                  |                                  |
| 1300 lm     |                                  | 22 W                             | 100 W                            | 70 W                             |
| 1500 lm     | 18 W                             | 25 W                             |                                  |                                  |
| 1800 lm     | 20 W                             | 28 W                             |                                  |                                  |
| 1900 lm     |                                  |                                  |                                  | 105 W                            |
| 2100 lm     |                                  | 33 W                             | 150 W                            |                                  |

In 2003 kwamen de eerste halogeenlampen op de markt met HIR-technologie (Halogen Infra Red). Dit zijn altijd laagspanningslampen met ingebouwde reflector. De reflector weerkaatst de infrarode warmtestraling terug naar de gloeidraad, en helpt zo mee om de temperatuur van de draad hoog te houden; de warmtestraling wordt als het ware "hergebruikt". Het rendement van dit type is dan ook aanzienlijk hoger (tot ca. 40 lm/W)

## Productie

### Gloeilampenfabriek in Nederland
De Rus Achilles de Khotinsky begon op 24 december 1883 in Rotterdam de eerste gloeilampenfabriek van Nederland; N.V. Elektriciteits-Maatschappij, Systeem 'de Khotinsky'. Naast het fabriceren van gloeilampen wilde de onderneming Rotterdam aansluiten op een lichtnet. Twee werknemers van dit bedrijf, Roothaan en Alewijnse, richtten later in Nijmegen een eigen gloeilampenfabriek op. Een paar jaar later, in 1887, begon Johan Boudewijnse de Firma Johan Boudewijnse te Middelburg en in 1889 richtte Frederic R. Pope in Venlo de gloeilampenfabriek Goossens, Pope & Co op.
Nadat Gerard Philips de wintertuin van Hotel Krasnapolsky had bezocht, raakte hij zo gefascineerd door het gloeilicht, dat hij besloot gloeilampen te gaan produceren. Dit idee leidde tot de oprichting van een gloeilampenfabriek in Eindhoven in 1891. Een fabriek die uiteindelijk uitgroeide tot de multinational Koninklijke Philips Electronics.
Ook daarna zijn nog gloeilampenfabrieken in Nederland opgericht, zoals Metaaldraadgloeilampenfabriek Volt in 1909 te Tilburg. Deze is later geleidelijk door Philips overgenomen, evenals Pope. Dan werd in 1919 nog Splendor opgericht te Nijmegen. Ook deze fabriek kwam onder invloed van Philips te staan.

## Eigenschappen

### Aansluitvoeten

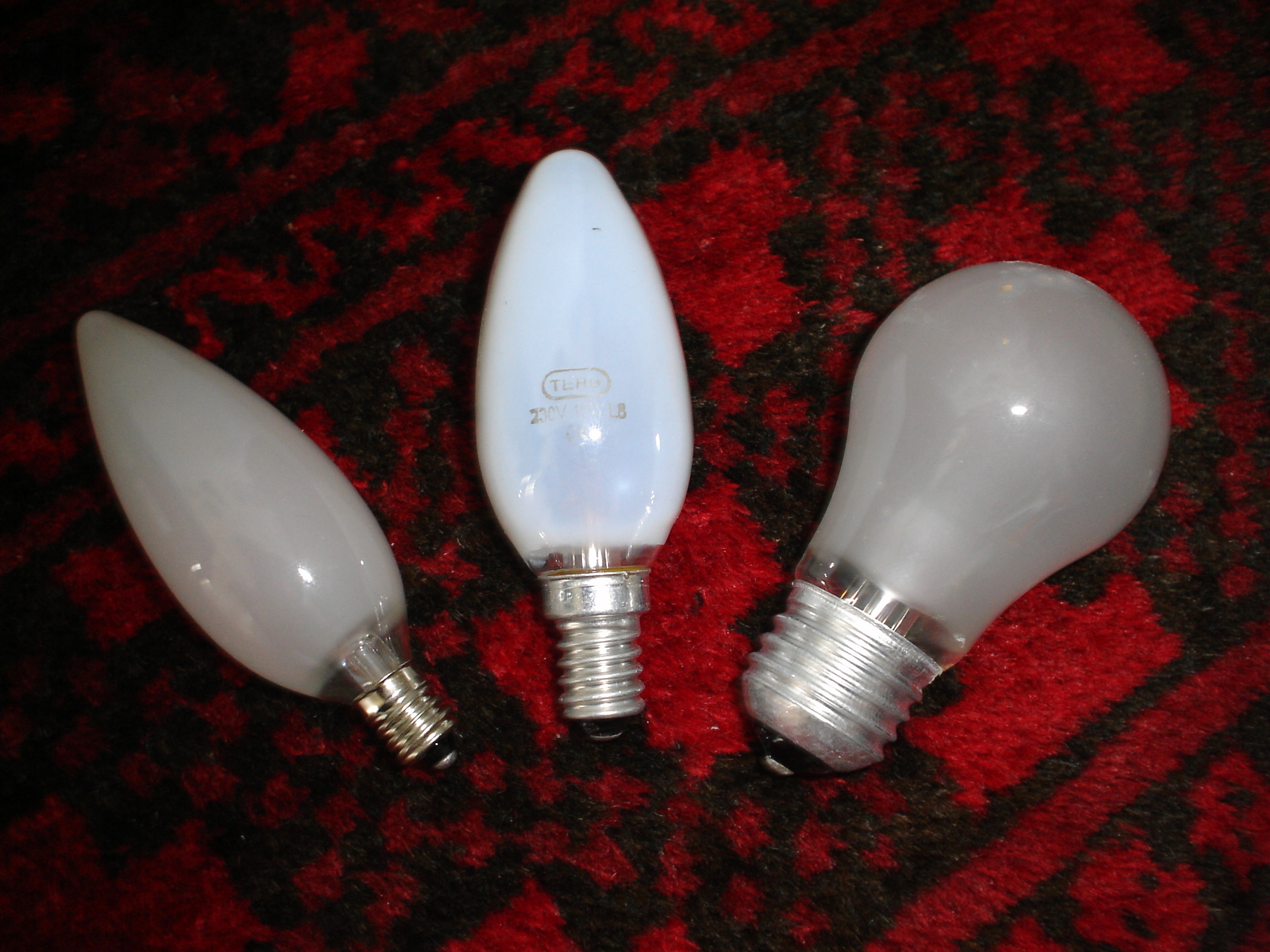
40W-gloeilampen met standaard E10, E14 en E27 Edison-schroefdraad

Veel voorkomende fitting types:
B (Bajonet)
B22 Bajonet
B15 Kleine bajonet
B22R Compact
E Edison-schroefdraad
E40 Goliath schroefdraad Edison
E27R Compact Edison
E27 Schroefdraad Edison ("grote fitting", gebruikelijk in woningen)
E14 Kleine schroefdraad Edison ("kleine fitting", in kleine schemerlampen e.d.)
E12 Naaimachine verlichting, koelkasten
E10 Dwerg Edison (bijvoorbeeld in fietsverlichting)
E5,5 Miniatuur, poppenhuisverlichting en modelbouw
S Steekfitting
Er bestaan ook buisvormige gloeilampen met speciale steekfittingen. Ze zijn te verkrijgen in 35 W (30 cm), 60 W (50 cm) en 100 W (100 cm) onder de merknamen Linestra (Osram), Philinea (Philips) en Ralina (Radium). Deze gloeilampen zijn zeer energieverslindend en hebben het hoogste energielabel G, hoger dan een gewone gloeilamp die doorgaans energielabel E heeft.
S14D Enkele steekfitting
S14S Dubbele steekfitting

### Spectrum
Doordat een gloeilamp licht produceert door verhitting, zal een gloeilamp over het algemeen een lichtspectrum hebben dat een accent heeft in het rode gebied. Hierdoor oogt het licht van een gloeilamp geelachtig. De meeste energie wordt in het infrarode gebied (warmte) uitgestraald, wat ervoor zorgt dat het rendement erg laag is.
Doordat er licht in het hele spectrum wordt uitgezonden, is de kleurweergave van een gloeilamp uniek hoog en is deze lamp zeer geschikt voor werkzaamheden waar een extreem hoge kleurweergave van belang is.
Omdat een geelachtige kleur niet altijd gewenst is, plaatst men wel kleurenfilters voor de lamp. Dit gebeurt veelvuldig in het theater, waar de technici bijvoorbeeld correctiefilters gebruiken om daglicht na te bootsen. Deze filters houden dan het gele licht tegen en laten veel blauw door. Er zijn ook zogeheten daglichtlampen verkrijgbaar die veel gebruikt worden om binnenshuis planten mee te verlichten.

## Trivia

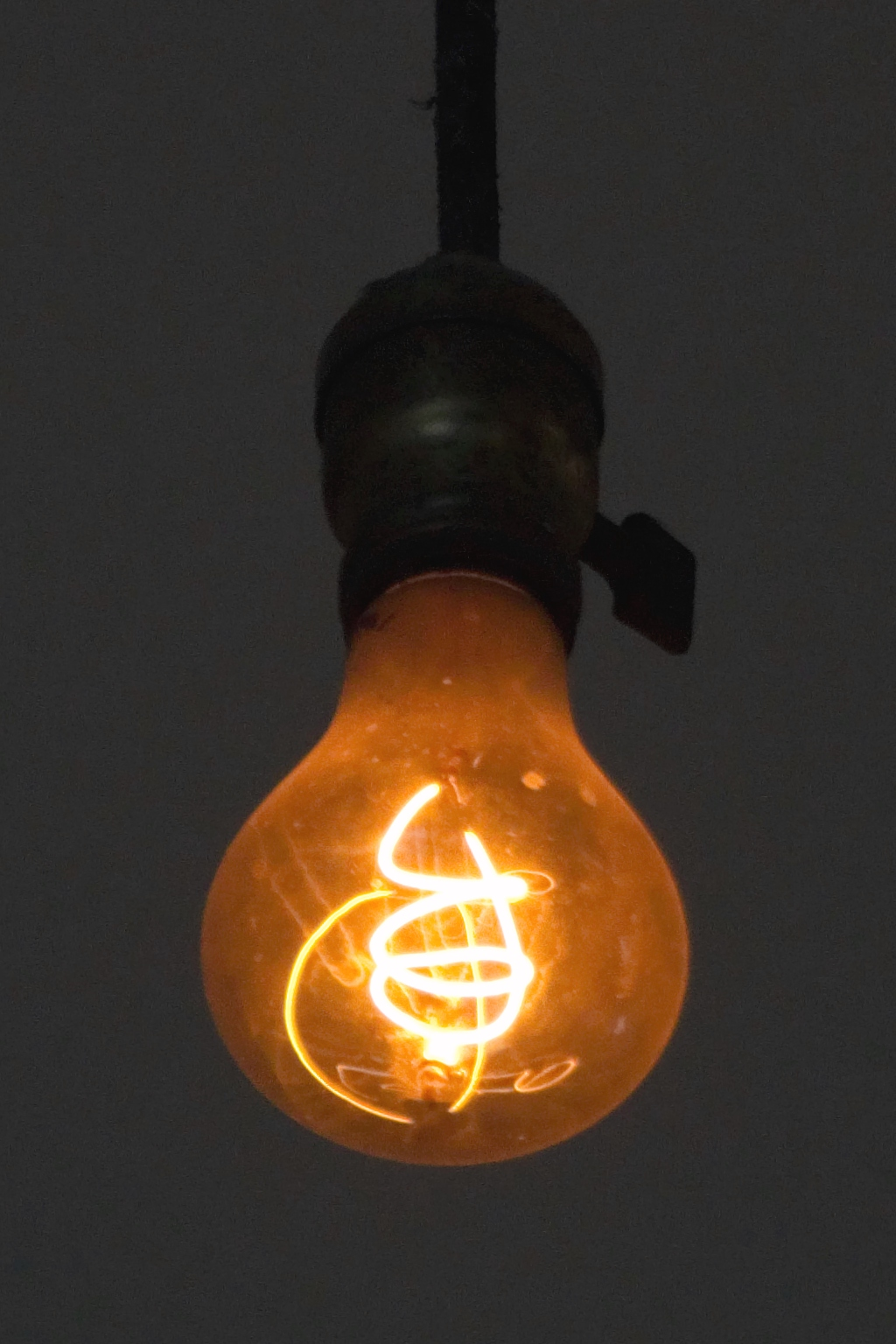
Gloeilamp die sinds 1901 brandt

- De langst brandende gloeilamp ter wereld hangt in een brandweerkazerne in Livermore (Verenigde Staten). Hij brandt sinds 1901 met een kleine onderbreking toen hij naar de nieuwe centrale is verhuisd en brandt op een eigen stroomvoorziening van 120 volt.[4]
- De gloeilamp wordt wel in stripverhalen als symbool gebruikt om aan te geven dat iemand een "lichtje opgaat".
- In Donald Duck is Lampje een bekende stripfiguur: een klein lampje met armpjes en beentjes, het hulpje van Willie Wortel, de bekende uitvinder in Duckstad.
- Een gloeilamp wordt ook wel peertje genoemd, vanwege de vorm. In het Duits (Birne) is dit nog gebruikelijker dan in het Nederlands.
- Aan het begin van het gloeilamptijdperk tussen 1905 en 1915 was elektrisch licht veel duurder dan gaslicht. Om te tonen dat men zich elektrisch licht kon permitteren werden de gloeilampen daarom open getoond. In het Hotel des Indes in Den Haag is dit nog goed te zien.
- De wintertuin van Hotel Krasnapolsky in Amsterdam werd in 1882 als een van de eerste gebouwen in Nederland voorzien van elektrisch gloeilamplicht.